# 珊頓·托馬斯
托馬斯·珊頓·懷特萊格·托馬斯爵士（英語：Sir Thomas Shenton Whitelegge Thomas，1879年10月10日—1962年1月15日），GCMG GCStJ，廣為人知的被稱為Sir Shenton Thomas、珊頓·托馬斯爵士，是海峽殖民地的最後一任總督，任期是1934年11月9日－1946年3月31日，惟1942年2月15日至1945年8月15日期間為日軍俘虜。

## 生活

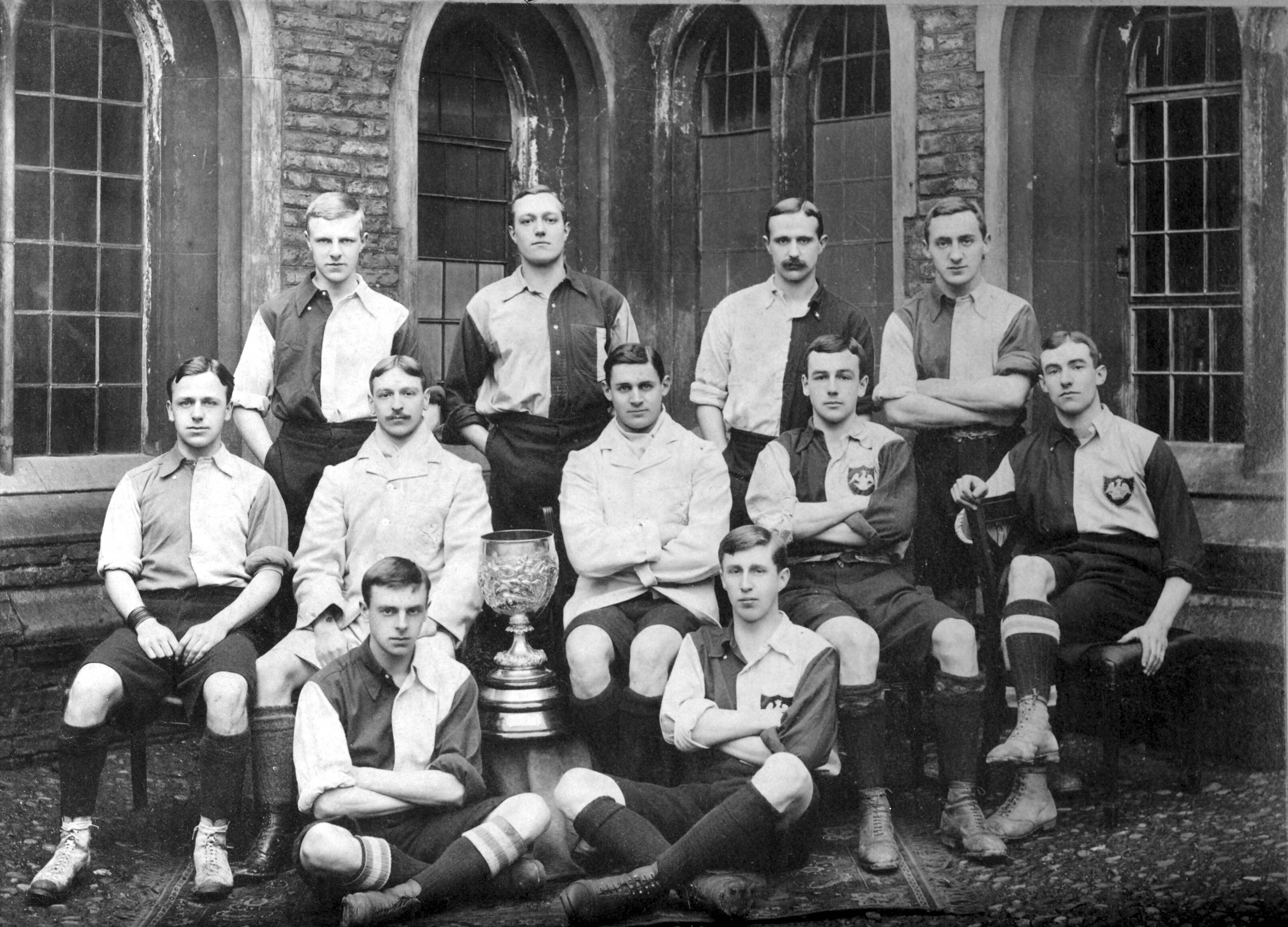
1900-1901年的劍橋大學王后學院的足球隊，當時包含珊頓·托馬斯,  (中排，從右邊數起第二個)
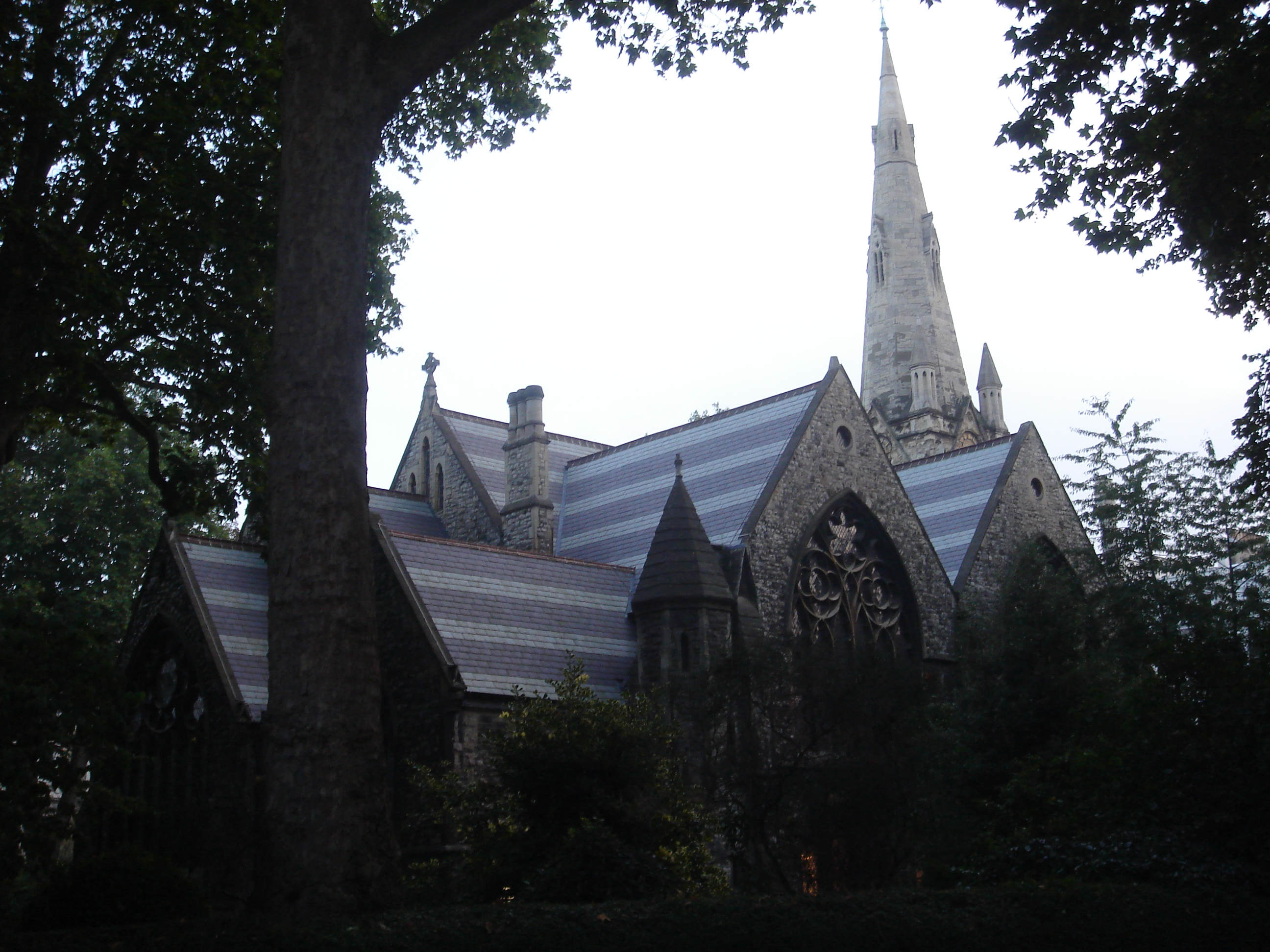
倫敦肯辛頓的聖猶達堂（英语：St Jude's Church, Kensington）。1912年，Thomas在這裡結婚。

## 紀念
珊頓道，新加坡中央商業區的一條主要道路，因這位海峽殖民地總督而命名。

## 外部連結
- Singapore Infopedia entry